# Brachycyrtus
Brachycyrtus ist eine Gattung von Schlupfwespen, die eine eigene Unterfamilie, die Brachycyrtinae, bildet. Sie enthält ca. 25 Arten und ist praktisch weltweit verbreitet. In Europa kommt nur eine Art vor, Brachycyrtus ornatus.

## Morphologie
Die Brachycyrtus-Wespen sind klein oder mittelgroß mit einer Flügellänge von ca. 3 bis 6 mm. Oberflächlich sind sie kleinen Cryptinae ähnlich, haben aber ein anderes Muster der Adern im Vorderflügel. Die Tiere sind meist gelb-schwarz gefärbt. Der Thorax ist relativ kurz und hoch. Am ersten Abdominalsegment sind Tergit und Sternit verschmolzen, es setzt über den Ansatzstellen der Hinterbeine an und ist relativ lang. 
Die einzige europäische Art, B. ornatus, hat am Thorax drei schwarze Längsstreifen auf gelbem Grund und ein gelbes Scutellum.

## Lebensweise

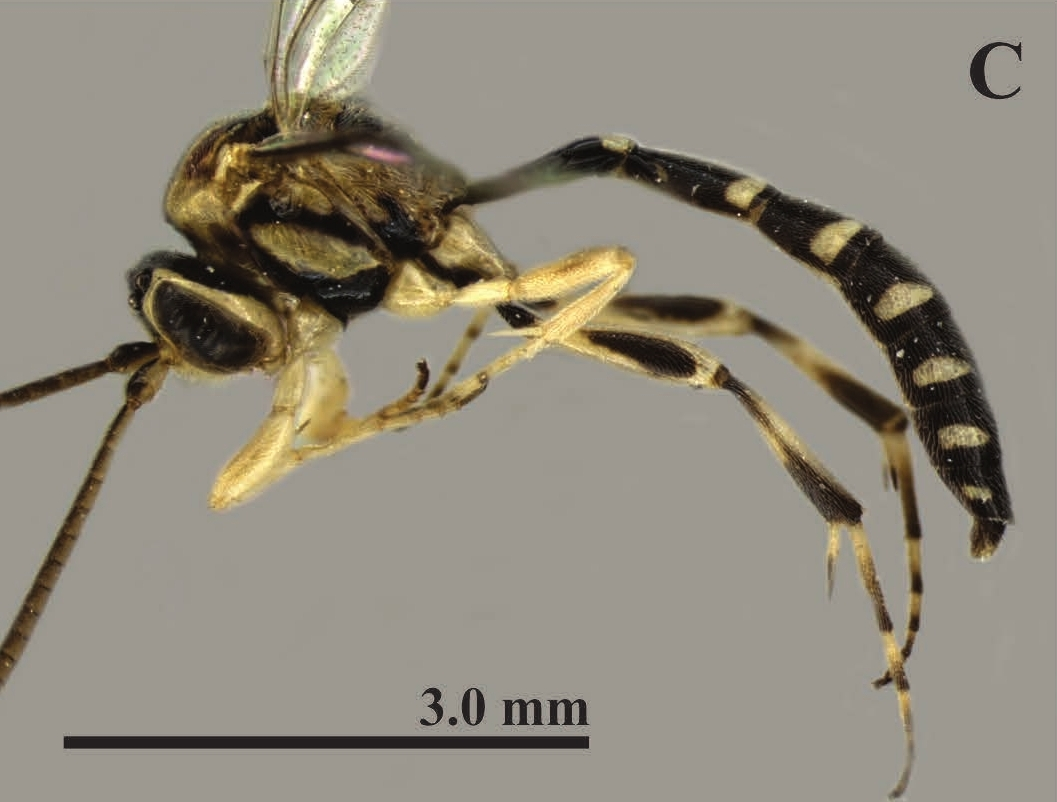
Brachycyrtus pretiosus, Männchen (aus Venezuela)

Brachycyrtus Arten parasitieren an Puppen und Praepuppen von Florfliegen. Sie sind vermutlich ektoparasitisch. Der Wirt der einzigen europäischen Art, B. ornatus ist noch nicht bekannt, es werden jedoch auch Chrysopidae als Wirte vermutet.
Die europäische Art wird am häufigsten im Sommer (Juli) gefangen, oft in Gärten oder Parks sowie im Siedlungsraum, sie wurde aber nie häufig nachgewiesen, obwohl sie leicht zu bestimmen ist.

## Systematik
Die systematische Stellung von Brachycyrtes wurde immer wieder anders gesehen. Von verschiedenen Autoren wurde Brachycyrtus in die Unterfamilie Tryphoninae gestellt. Später wurde eine verwandtschaftliche Nähe zu den Cremastinae vermutet. Schließlich wurde Brachycyrtus mit den Gattungen Adelphion (Papua-Neuguinea),  Pedunculus (Chile) und Poecilocryptus (Australien) in die neue Tribus Brachycyrtini in der Unterfamilie Labeninae gestellt. 
Inzwischen wird die Gattung Brachycyrtus als eigene Unterfamilie gesehen. Poecilocryptus wurde in die eigene Tribus Poecilocryptini in der Unterfamilie Labeninae gestellt. Adelphion und Pedunculus werden in die Pedunculinae gestellt.

### Arten
(Literatur:  und )
- Brachycyrtus antoninoi (Uganda, Kenia)
- Brachycyrtus australis  (Australien)
- Brachycyrtus baltazarae (Philippinen)
- Brachycyrtus cerrettii (Uganda)
- Brachycyrtus convergens (Brasilien, Costa Rica, Panama)
- Brachycyrtus cosmetus (Brasilien, Venezuela, Mexiko, Surinam, Trinidad und Tobago)
- Brachycyrtus eublemmae (Indien)
- Brachycyrtus fianarensis (Madagaskar)
- Brachycyrtus lucchii (Simbabwe, Kenia, Tansania, Sambia)
- Brachycyrtus luteoniger (Madagaskar)
- Brachycyrtus muesebecki (Brasilien)
- Brachycyrtus nawaii (Ostpaläarktis, Orientalis, China, Indien, Hawaii)
- Brachycyrtus noggius (Costa Rica)
- Brachycyrtus obelix (Costa Rica)
- Brachycyrtus oculatus (Brasilien, Panama, Venezuela)
- Brachycyrtus ornatus (Holarktis, unter anderem D, A, NL, F, Belgien[5], Nordamerika)
- Brachycyrtus pretiosus (Südamerika, unter anderen Argentinien, Ecuador, Peru, Brasilien, Venezuela, und nordwärts bis Mexiko und Florida)
- Brachycyrtus primus (Seychellen)
- Brachycyrtus sinui (Indien)
- Brachycyrtus taitensis (Gesellschaftsinseln)
- Brachycyrtus veriatrix (Brasilien, Ecuador, Costa Rica, Venezuela, Mexiko)
- Brachycyrtus walkleyae (Brasilien, Panama, Trinidad und Tobago)
- Brachycyrtus wardae (Amerikanisch-Samoa, Fidschi)
- Brachycyrtus xorix (Brasilien, Costa Rica, Panama)
- Brachycyrtus zani (Brasilien, Costa Rica, Peru, Trinidad und Tobago)